# شريف كندي (طغامين)
شریف کندي (بالفارسية: شریف کندی) هي قرية تقع في إيران في قسم طغامین الريفي. يقدر عدد سكانها بـ 251 نسمة بحسب إحصاء 2016.